# Избори за предсједника и чланове Предсједништва Социјалистичке Републике Црне Горе 1990.
Избори за предсједника и чланове Предсједништва Социјалистичке Републике Црне Горе 1990. одржани су 9. децембра 1990.
Други круг избора за предсједника Предсједништва је одржан 23. децембра 1990.

## Резултати

### Избори за предсједника Предсједништва

#### Први круг
Бирачко тело: 402.905
    
Гласало: 304.947; 75,7%
 
Неважећи листићи: 33.326; 11.6%
| Кандидати               | Гласови | %     |
| ----------------------- | ------- | ----- |
| Момир Булатовић / СКЦГ  | 170.092 | 42,22 |
| Љубиша Станковић / СРСЈ | 65.998  | 16,40 |
| Новак Килибарда / НС    | 35.531  | 8,31  |

#### Други круг
Бирачко тело: 402.905

Гласало: 262.734; 65,2%

Неважећи листићи: 2.128;  0,8% 
| Кандидати               | Гласови | %     |
| ----------------------- | ------- | ----- |
| Момир Булатовић / СКЦГ  | 203.616 | 76,10 |
| Љубиша Станковић / СРСЈ | 56.990  | 21,30 |

### Избори за чланове Предсједништва
Бирачко тело: 402.905
    
Гласало: 304.947; 75,7%
 
Неважећи листићи: 33.326; 11.6%
| Кандидати                       | Гласови | %    |
| ------------------------------- | ------- | ---- |
| Светозар Маровић / СКЦГ         | 157.786 | 39,2 |
| Милица Пејановић-Ђуришић / СКЦГ | 157.325 | 39,0 |
| Хазбо Нухановић / СКЦГ          | 113.313 | 28,1 |
| Слободан Вујачић / нез.канд.    | 62.050  | 15,4 |